# Zoutkeetsingel
De Zoutkeetsingel is een singel van de Haagse grachtengordel. De singel scheidt de s100 ringweg van de overliggende kade, die Buitenom als straatnaam heeft.
De naam van de singel is ontleend aan de zoutziederij van de fa. P. Kok & Zonen die hier van ca. 1875 tot in de Tweede Wereldoorlog gevestigd was. Voor 1956 werd de singel de Zuid-West-Buitensingel genoemd.
Rond 1640 werd vanaf deze singel de toen Nieuwe Prinsegracht gegraven. Dit maakte transport van goederen, zoals groenten van Westland rechtstreeks naar de markt van de Grote Markt mogelijk.
Over de singel ligt op de foto in de verte, in het verlengde van de Prinsegracht, de tijdelijke brug, [GW 6], die bepaald niet tijdelijk is. De singel maakt deel uit van de route van de Ooievaart rondvaarten door Den Haag. 
Aan de singel zijn een tweetalmonumentale panden te vinden:
- Zoutkeetsingel 40
- Zoutkeetsingel 112